# تسرع المناعة
تسّرع المناعة هو مصطلح طبي يصف انخفاضًا حادًا ومفاجئًا في الاستجابة للدواء بعد تناوله؛ أي بداية سريعة وقصيرة المدى لتحمل الدواء. ويمكن لهذا أن يحدث بعد جرعة أولية أو بعد سلسلة من الجرعات الصغيرة. قد تكون زيادة جرعة الدواء قادرة على استرجاع الاستجابة الأصلية.

## خصائص
يتميز تسرع المناعة بحساسية المعدل: تعتمد استجابة النظام على معدّل التنبيه الوارد. على وجه التحديد، قد يؤدي التنبيه المطول والمكثف أو التنبيه المتكرر في كثير من الأحيان إلى استجابة ضعيفة، ما يُعرف أيضًا باسم إزالة التحسس.

### تفاعل جزيئي
في العلوم الحيوية. تعد التفاعلات الجزيئية الأسس المادية لعمل الأجهزة. بشكل عام، يتضمن التحكم في العملية، تفاعل جزيء مُنبِه مع نظام مستقبل/إنزيم فرعي، يتم هذا التفاعل عادةً من خلال الارتباط بالجزيء الكبير أ، ينتج عنه تنشيط أو تثبيط الجهاز الفرعي من خلال تكوين شكل مُفعل من الجزيء ب. يمثل المخطط التالي التفعيل:
{\displaystyle A{\xrightarrow {\ \ p\ \ }}B}
حيث بّي هو معامل معدل التفعيل. من المعتاد أن يُطلق على بّي اسم ثابت المعدل، ولكن نظرًا لكون بّي تعني قياس شدة التنبيه الذي سبب التفعيل، فقد يكون بّي متغيرًا (ليس ثابتًا).
الشكل الأكثر اكتمالًا هو نظام مفتوح، الذي يتمثل في أبسط أشكاله،
{\displaystyle R{\xrightarrow {}}A{\xrightarrow {\ \ p(S)\ \ }}B{\xrightarrow {\ \ q\ \ }},}
حيث تعني الآر معدل إنتاج أ، بّي (إس) هو معامل معدل التفعيل الذي يعبر بوضوح عن اعتماده على شدة التنبيه إس ويمثل كيو معامل معدل الانتقال من الشكل ب. في هذا النظام الأساسي المفتوح، الحالة الثابتة من ب تساوي دائمًا آر/كيو.
المخطط أعلاه هو مجرد الشرط الضروري لظاهرة حساسية المعدل، والمسارات الأخرى لإلغاء تنشيط ب، التي يمكن أخذها بالحسبان، يلي ذلك عودة مستقبل / أنزيم أ إلى الشكل غير الفعال. تُقدم الأمثلة استخدامًا خاصًا لهذه النماذج (الرياضية) في علم الغدد الصم وعلم وظائف الأعضاء وعلم الأدوية.

## أمثلة

### المهلوسات
تُبدي المهلوسات مثل ثنائي إيثيل أميد حمض الليسرجيك والفطر الحاوي على سيلوسيبين حدوث تسرع مناعي بشكل سريع جدًا. وبعبارة أخرى، قد لا يتمكن الفرد من «تجربة المهلوس» ليومين متتاليين. يستطيع بعض الأفراد «تجربة المهلوس» بما يصل إلى ثلاث أضعاف الجرعة، ومع ذلك قد لا يتمكن بعض المستخدمين من إبطال تسرع المناعة نهائيًا حتى مرور فترة من الزمن.

### المسكنات الأفيونية
عندما ينسحب مريض عن المواد الأفيونية بشكل كامل، وبالعودة إلى برنامج متقطع أو بروتوكول جرعات المداومة، سيتطور جزء من مستوى التحمل القديم بسرعة، وعادة ما يبدأ ذلك بعد يومين من استئناف العلاج، ينحسر عمومًا بعد اليوم السابع. من غير الواضح ما إن كان هذا ناتجًا بشكل مباشر عن مستقبلات الأفيون المُعدلة في السابق أو أنه يُحدث تغيرًا في بعض النقاط المحددة في التمثيل الغذائي. عادة ما تؤدي زيادة الجرعة إلى استعادة الفعالية؛ قد تكون دورة أفيونية سريعة مفيدة نسبيًا أيضًا في حال استمر التحمل بالازدياد.

### شادات بيتا -2
إن أخذ شاد لمستقبلات بيتا -2 الأدرينالية، مثل السالبوتامول، والألبوتيرول (الولايات المتحدة) عن طريق الاستنشاق، هي العلاج الأكثر شيوعًا للربو. يلعب تعدد أشكال مستقبلات بيتا- 2 دورًا في تسرع المناعة. ينتج عن التعبير عن الأليل غلي-16 (الغليسين في الموضع 16) زيادة في انخفاض استجابة المستقبلات من خلال الكاتيكولامينات داخلية التنشؤ عند الخط القاعدي مقارنة بـالآرغ-16. وينتج عن هذا استجابة أكبر للموسع قصبي وحيد الجرعة عند الأفراد متماثلي الألائل لـلأرغ-16 مقارنة بـالأفراد متماثلي الألائل للغلي-16 ومع ذلك، عند الاستخدام المنتظم لشادات بيتا -2، يعاني الأفراد ذوي الألائل أرغ-16 المصابون بالربو، من انخفاض كبير في الاستجابة الموسعة القصبات. ولا يحدث هذا الانخفاض في الأفراد ذوي الألائل غلي-16. وقد اقتُرح أن سبب كون التأثير المسرع للمناعة عن التعرض المنتظم لشادات بيتا -2 الخارجية أكثر وضوحًا لدى الأفراد ذوي الألائل أرغ-16، هو انخفاض استجابة مستقبلاتهم قبل إعطاء الشّاد.

### النيكوتين
قد يُبدي النيكوتين أيضًا تسرعًا مناعيًا على مدار اليوم، على الرغم من أن آلية هذا العملية غير واضحة.